# Galgo da campanha
O galgo da campanha, também chamada galgo crioulo, é uma raça canina de caça e corrida do tipo galgo desenvolvida há mais de meio século no Brasil. Ainda não foi reconhecida por nenhum kennel clube brasileiro.

## História
Na década de 1950, criadores de cães de caça do Rio Grande do Sulperceberam que seus cães não possuíam todos os atributos necessários para a caça de lebres. Para esta função os cães necessariamente deveriam possuir velocidade aliada à resistência física, então decidiram importar cães de caça e de corrida para, cruzando-os, criarem um novo cão apto a esta tarefa. As raças usadas neste processo foram o galgo espanhol, whippet, saluki, greyhound, entre outras.
A raça ainda não é reconhecida pela Confederação Brasileira de Cinofilia porque o objetivo principal de seus criadores é apenas cultivar as qualidades deste excelente caçador de lebres. Levá-los a exposições de beleza ficaria em segundo plano, apesar disto já ter ocorrido informalmente. Nenhum de seus criadores atualmente trabalha para levar a raça a ter reconhecimento oficial. O trabalho realizado ainda hoje é em prol da funcionalidade deste cão, mas não se opõem caso algum cinófilo deseje trabalhar em prol do reconhecimento da raça junto a CBKC.
Em 2003, na tentativa de trazer este cão para a cinofilia oficial, foi fundado o 1º Núcleo de Galgos de Santa Vitória do Palmar, com boa adesão inicial, cerca de 30 criadores destes cães, esta foi a primeira entidade a trabalhar pelo desenvolvimento da raça, organizando frequentemente corridas destes cães, exposições de beleza e competições de caça. Porém esta entidade foi descontinuada devido aos custos dos registros oficiais e dos deslocamentos para cadastramento dos cães, por isso a criação organizada passou a ser desinteressante aos seus membros, que preferiam apenas a funcionalidade do cão, em detrimento a tentar fixar o fenótipo.
Estima-se que atualmente existam cerca de cento e cinquenta criadores de galgo da campanha na região de fronteira entre Brasil e Uruguai, de ambos os lados da fronteira.

## Aparência
Cão alto, de aparência esgalgada, mas bem forte se comparado a outros galgos, talvez seja o mais robusto entre estes, com músculos longos e marcados, dando grande impressão de força e potência. São de várias cores e combinações, sendo muitos pretos, brancos com marcações rajadas ou pretas, ou de cor baia em várias tonalidades, entre outras. As orelhas podem se voltarem para trás. A cabeça é pequena, mas proporcional, e em conjunto com o focinho, que afina em direção a trufa, e o pescoço musculoso, que vai engrossando em direção ao tronco, forma uma anatomia perfeita para velocistas.

## Temperamento
Cães com boa convivência em matilha, são obedientes ao seu dono e precisam de boa carga diária de exercícios para se manterem saudáveis e equilibrados.
Geralmente são usados como cão de companhia e caça, estima-se que a maioria de seus proprietários são peões da campanha gaúcha, peões que utilizam cães pastores para cuidar dos rebanhos mas preferem a companhia de um galgo da campanha durante o serviço ou em períodos de folga. Colocar seu galgo da campanha para disputar corridas com cães de outros peões também é uma atividade tradicional entre os proprietários desta raça.

### Aptidões

#### Caça
Na atividade de caça, os galgos da campanha fazem o serviço completo, perseguem a caça, capturam e trazem-na abatida a seu dono. Podem perseguir durante as caçadas até dez ou mais lebres, uma após a outra sem parar para descansar, a lebre é a especialidade do galgo da campanha em caçadas.

#### Corrida
O galgo da campanha é de um grupo onde se encontram os cães mais velozes do planeta, os galgos, no Rio Grande do Sul, é comum seu uso competições de corrida, e muito mais em corridas informais organizadas pelos proprietários destes cães, sendo o galgo da campanha especialista em corridas de 150 a 250 metros.

#### Companhia
Suas características temperamentais fizeram com que esta raça fosse muito apreciada para companhia no RS e no Uruguai, e com isto, mesmo sem criação oficial desta raça, hoje o número de galgos da campanha é relativamente grande, e conquistou até mesmo muitos peões que trabalham com rebanhos, não todos, mas muitos, que pela lógica deveriam ter para companhia os mesmos cães pastores que utilizam para a lida diária.